# Hede kyrka, Bohuslän
Hede kyrka är en kyrkobyggnad i Munkedals kommun. Den tillhör sedan 2022 Munkedals församling (tidigare Hede församling) i Göteborgs stift.

## Kyrkobyggnaden
En kyrka i Hede är omnämnd i ett dokument från 1391. En träkyrka på platsen uppfördes 1727. Nuvarande träkyrka uppfördes 1887 efter ritningar av arkitekt Herman Holmgren.
Kyrkan består av långhus med polygonal sakristia i öster. I väster finns ett smalare kyrktorn med tornspira. Från långhusets norra och södra sida sträcker sig korsarmar ut.

## Inventarier
- Altartavlan är en oljemålning utförd 1755 av Jonas Ahlstedt i Uddevalla.
- Madonnabild i ek från 1300-talet.
- Predikstolen i barockstil är från 1600-talet eller 1700-talet. Korgen är åttakantig och har målningar föreställande evangelisterna. Ljudtaket är åttakantigt. Tillhörande trappa tillkom vid en restaurering 1932-1933.
- I tornet hänger en liten kyrkklocka och två stora kyrkklockor.

### Dopfunt
Dopfunten är av täljsten och består av tre välbevarade delar. Den är ett av Knippekolonnmästarens tre kända verk, tillverkat på 1200-talet.
- En cuppa, fyrpassformad, nedåt avsmalnande och med skulpterad dekor. Den har fyra bildfält som avdelas genom figurer som bär upp ett manshuvud respektive ett lejonhuvud och två kolonetter krönta av ett manshuvud respektive en ängel. I de fyra fälten finns följande scenerier:
  - Kristus på korset i fotsid klädnad.
  - Mikaels själavägning med en assisterande ängel till vänster och en djävul till höger.
  - Mikaels strid med draken.
  - En tredelad arkad med bladpalmetter och tre figurer varav den ena troligen är Maria och hör till den första bilden med korsfästelsen.
- Skaftet är en knippepelare.
- Foten är rektangulär och har på varje kortsida ett plastiskt drakhuvud — ett med utstickande tunga.[1]

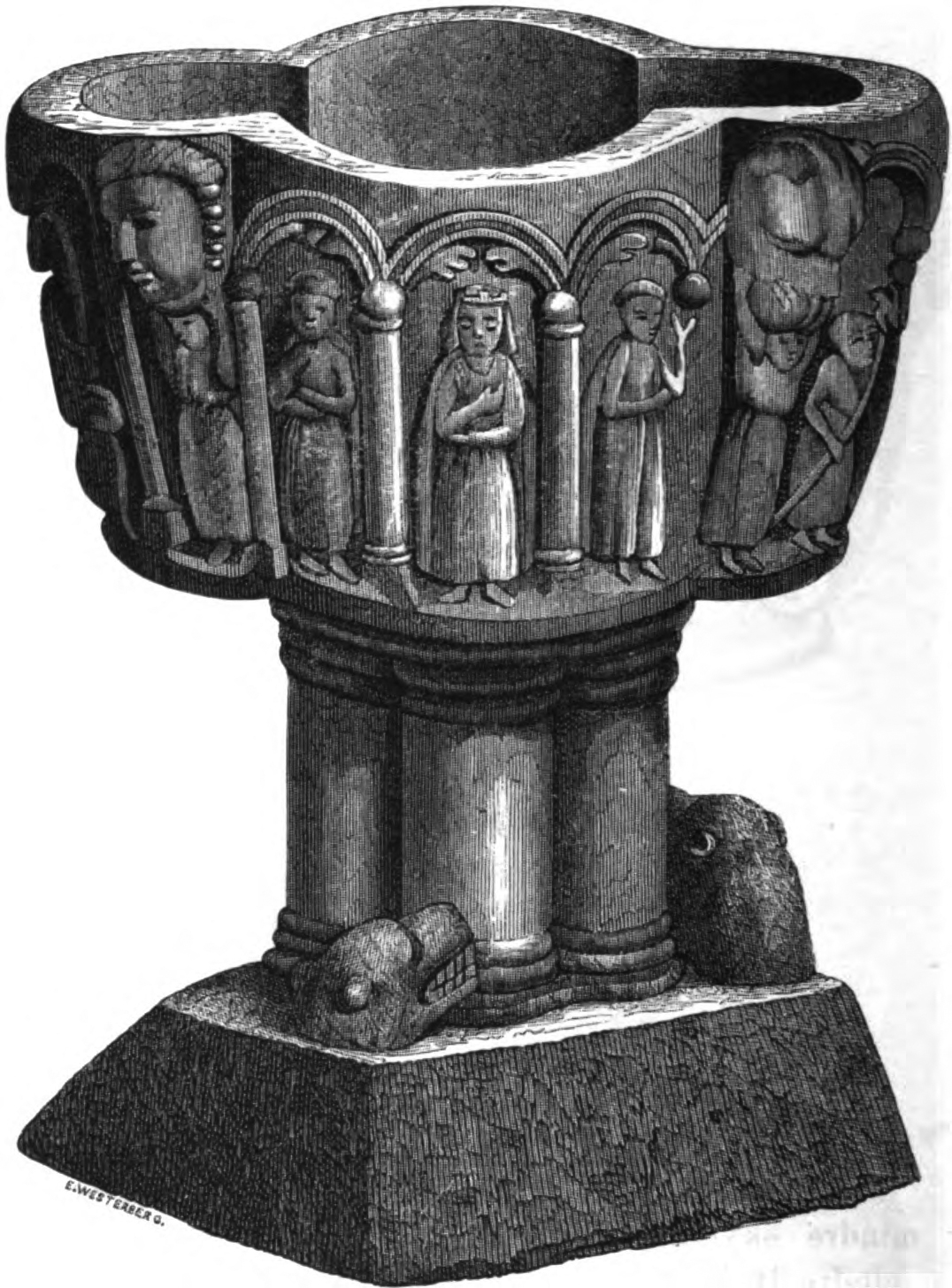
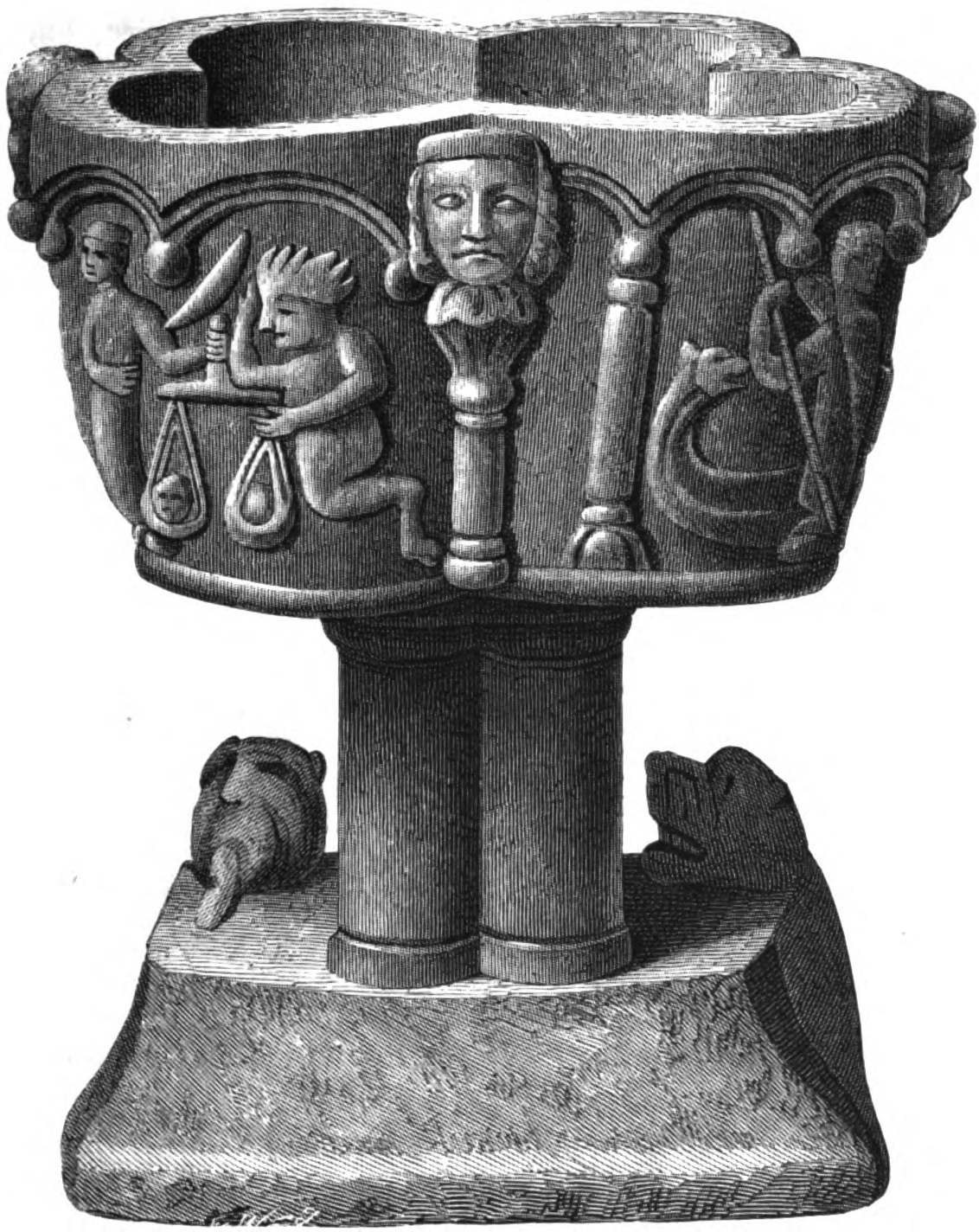
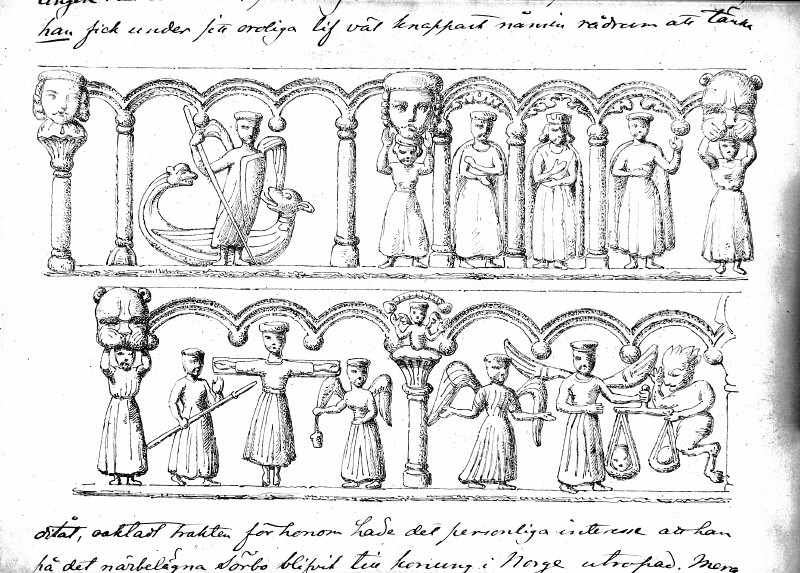

### Orgel
- Orgeln med 19 stämmor är byggd 1987 av Västbo Orgelbyggeri i Långaryd. Orgeln finns i södra korsarmen. Tidigare orgel var byggd 1927 och fanns på läktaren. Av denna återstår bara orgelfasaden.